# Ordis
Ordis es municipio español de la comarca del Alto Ampurdán en la provincia de Gerona, Cataluña.
La base económica de Ordis es la agricultura, especialmente de secano, complementada con la ganadería porcina y ovina.
Su municipio ha crecido alrededor de su iglesia parroquial de San Julián, que a pesar de su origen románico ha sido reformada profundamente durante el siglo XVIII, con el campanario inacabado. También en este siglo de bonanza es cuando se edificaron más casas y hubo un incremento considerable de su población.

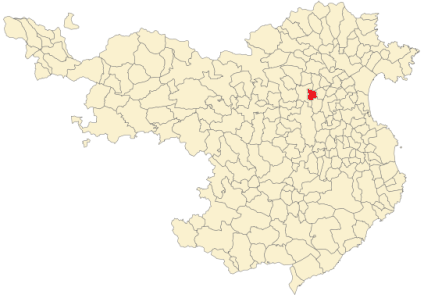
Situación de Ordis en la provincia de Gerona

## Símbolos
El escudo de Ordis se define por el siguiente blasón: 
«Escudo embaldosado: de gules, 2 espigas deshojada de cebada de oro; la bordura de oro cargada de 4 roques de azur, uno en cada ángulo del rombo. Por timbre una corona mural de pueblo.»

Fue aprobado el 4 de agosto de 1987. Las espigas de cebada son un señal parlante alusivo al nombre de la localidad (cebada en catalán se dice ordi). Los roques de azur sobre camper de oro son las armas de los Rocabertí, condes de Perelada, que eran los señores del pueblo.

## Entidades de población
- Ordis
- Pols

## Demografía
Ordis cuenta con una población de 400 habitantes (INE 2024).
| Gráfica de evolución demográfica de Ordis entre 1842 y 2021                                                         |
| |
| Población de derecho según los censos de población del INE Población de hecho según los censos de población del INE |

| 1497 | 1515 | 1553 | 1717 | 1787 | 1857 | 1877 | 1887 | 1900 |
| ---- | ---- | ---- | ---- | ---- | ---- | ---- | ---- | ---- |
| 20   | 25   | 30   | 185  | 245  | 532  | 458  | 423  | 434  |

| 1910 | 1920 | 1930 | 1940 | 1950 | 1960 | 1970 | 1981 | 1990 |
| ---- | ---- | ---- | ---- | ---- | ---- | ---- | ---- | ---- |
| 406  | 428  | 446  | 357  | 347  | 305  | 331  | 295  | 298  |

| 1992 | 1994 | 1996 | 1998 | 2000 | 2002 | 2004 | 2006 | — |
| ---- | ---- | ---- | ---- | ---- | ---- | ---- | ---- | - |
| 301  | 312  | 283  | 287  | 285  | 343  | 335  | 353  | — |

## Lugares de interés
- Iglesia de San Julián y Santa Basilisa de Ordis
- Ermita de San Nicolás. Románica del siglo XII
- Ermita de Santa María de Pols. Siglo XV-XVI con elementos románicos anteriores.